# BBC Radio 3
BBC Radio 3 — британська радіостанція під керівництвом BBC. Була створена в 1967. Студії розташовані в Broadcasting House в Лондоні. Інтернет-радіо використовує високоякісні канали 320kbit/s. Транслюють: класичну музику, джаз та етно.